# اس‌اس گنگ (۱۹۰۶)
اس‌اس گنگ (۱۹۰۶) (به انگلیسی: SS Ganges (1906)) یک کشتی بود. این کشتی در سال ۱۹۰۶ ساخته شد.